# Vidimir
Vidimir (430? - 474? Itálie) byl v 5. století ostrogótský princ z amalské dynastie. Jeho otcem byl Vandalarius. Měl bratry Theodemira a Valamira a jeho synovem byl Theodorich Veliký.
V první polovině 5. století byl kmen Ostrogótů, stejně jako mnoho dalších germánských kmenů vazalem Hunské říše. V roce 451 vedl po boku svých bratrů gótské kontingenty Attilovy armády do bitvy na Katalaunských polích. Po smrti hunského vůdce Atilly v roce 453 se chtěl Vidimir, stejně jako ostatní germánské kmeny osamostatnit a získat nezávislost na Hunech. Společně s bratry a ostatními germánskými kmeny se proti Hunům obrátil a v bitvě na řece Nedao je porazil. Hunský vládce Ellak, syn Attily v bitvě padl a tak Hunové po bitvě z Panonie ustoupili. V bitvě měli Germáni i podporu od římského impéria Po té se Vidimir usadil v jižní Panonii. Po neustálých potyčkách jeho ostrogótského kmene s kmeny Skirů, Herulů a Gepidů se rozhodl opustit Panonii a svůj kmen přemístit v roce 472 či 473 na území severní Itálie, kde dobývali nová území. O dalším jeho působení prameny mlčí. Západořímskému císaři Gleceriovi se podařilo Ostrogóty pod vedením Vidimira mladšího (snad syna) přesvědčit k odchodu do Galie, kde žili Vizigóti. S Ostrogóty byli příbuzní, byl to zpřízněný kmen.